# Saiyid-Darwīš-Theater

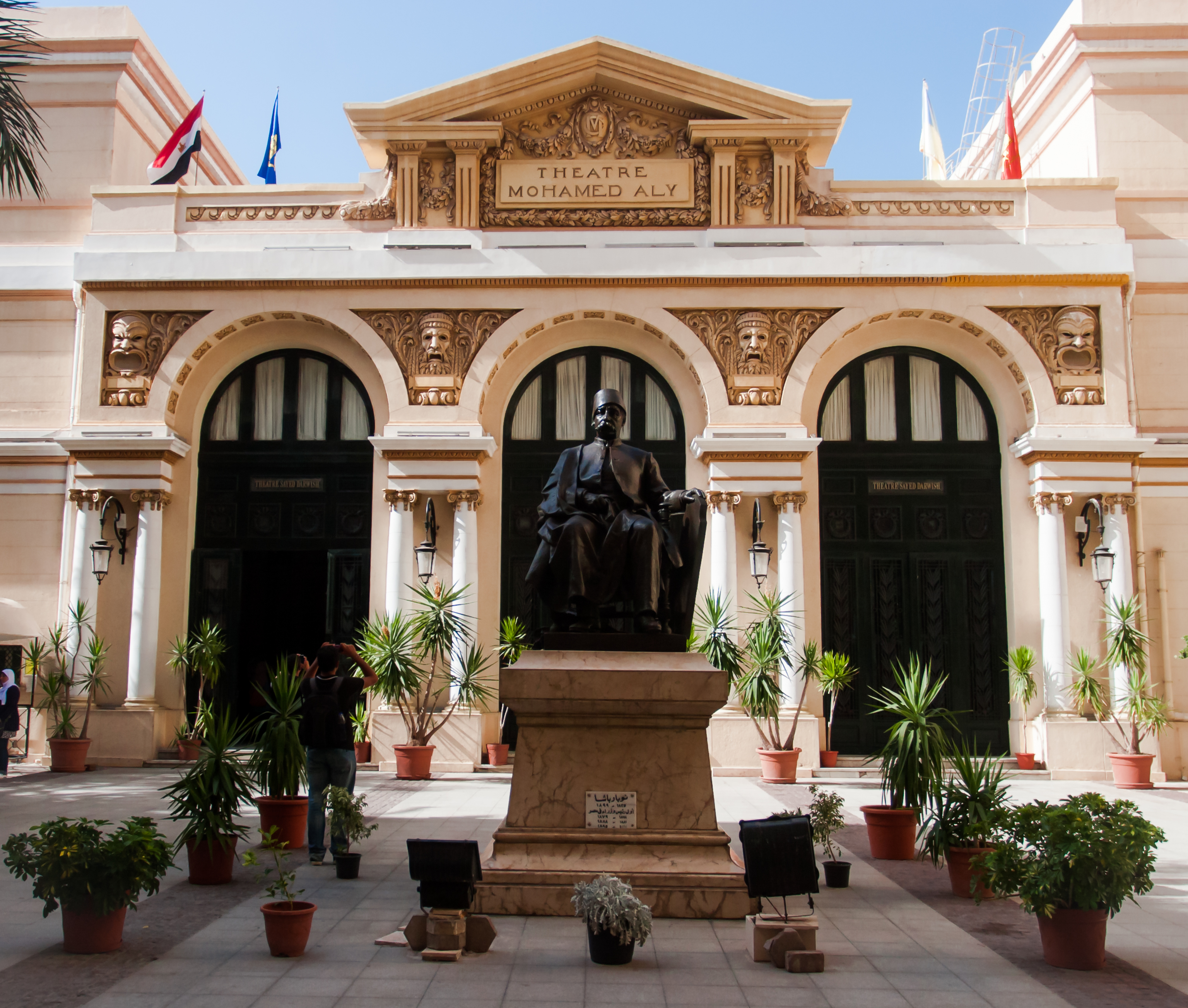
Theater in Alexandria

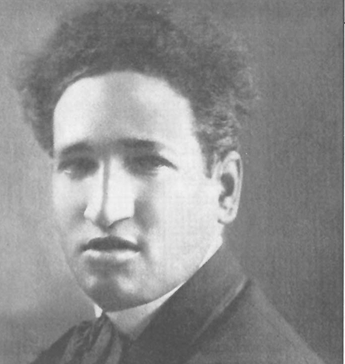
Saiyid Darwīš

Das Saiyid-Darwīš-Theater (auch Alexandria Opera House bzw. Sayed Darwish Theatre) in Alexandria wurde von 1918 bis 1921 im Stil des Eklektizismus nach Entwürfen des französischen Architekten Georges Parcq errichtet, der sich von der Wiener Staatsoper und dem Théâtre National de l’Odéon in Paris inspirieren ließ. Seit 2000 gehört es zu der Liste der ägyptischen Kulturerbes. Ursprünglich war das Theater nach Muhammad Ali Pascha benannt, später wurde es nach dem ägyptischen Sänger und Komponisten Saiyid Darwīš (Sayed Darwish) benannt.

## Quelle
- Alexandria Opera House „Sayed Darwish Theatre“ (Memento vom 28. März 2013 im Internet Archive) auf cairoopera.org

Koordinaten: 31° 11′ 49,3″ N, 29° 54′ 6,1″ O